# Drusilla av Mauretania den yngre
Drusilla av Mauretania den yngre, född 38, död 79, var prinsessa av den romerska klientmonarkin Mauretania och drottning av den romerska klientmonarkin Emesa. Hon var barnbarnsbarn till Kleopatra VII av Egypten och Marcus Antonius och den sista medlem av kungahuset i Mauretania. 

## Biografi
Drusilla var dotter till kung Ptolemaios av Mauretania och hans förutom namnet okända maka Julia Urania. Hon var därmed sondotter till Juba II och Kleopatra Selene II, vilket gjorde henne till barnbarnsbarn till Kleopatra VII av Egypten och Marcus Antonius. Hon bar samma namn som sin faster, den annars okända Drusilla av Mauretanien den äldre. Hon var uppenbarligen sin fars enda barn, och den sista medlemmen av hans dynasti. 
Hennes far mördades av Caligula under ett besök i Rom år 40 och Mauretania blev då en romersk provins. Drusilla fick en romersk uppfostran i Rom, troligen vid kejsarhovet, och bar formellt hederstiteln drottning. År 53 arrangerade kejsar Claudius ett äktenskap mellan henne och Antonius Felix. Felix skilde sig från henne bara något år senare för att gifta sig med prinsessan Drusilla av Iudea. 
Hon gifte om sig år 56 med prästkungen Sohaemus av Emesa. Hon blev drottning av Emesa fram till sin makes död år 73. Hon var troligen förmoder till Zenobia (eller åtminstone dennas make). 